# Dave Phillips (Eishockeyspieler)
David „Dave“ Phillips (* 14. August 1987 in Kingston upon Hull, England) ist ein britischer Eishockeyspieler, der seit 2023 erneut bei den Belfast Giants in der Elite Ice Hockey League unter Vertrag steht. Sein Bruder Kevin war ebenfalls britischer Nationalspieler. 

## Karriere
Dave Phillips begann seine Karriere als Eishockeyspieler in der Saison 2002/03 bei den Kingston Jets in der English National Ice Hockey League. Anschließend wechselte der Verteidiger zu den Hull Stingrays, mit denen er in den folgenden Jahren zunächst am Spielbetrieb der British National League und der English Premier Ice Hockey League teilnahm, ehe er von 2006 bis 2008 für Hull in der Elite Ice Hockey League auflief. Zur Saison 2008/09 wurde der Rechtsschütze von Hulls Ligarivalen Belfast Giants verpflichtet. Mit den Nordiren gewann er auf Anhieb den EIHL Challenge Cup sowie den EIHL Knock Out Cup. 
Im Sommer 2009 nahm er am „summer prospects camp“ der Chicago Blackhawks teil. Anschließend unterschrieb Phillips einen Vertrag bei deren Farmteam Rockford IceHogs aus der American Hockey League. Für das Farmteam der Chicago Blackhawks bestritt er in der Saison 2009/10 insgesamt 56 Spiele, in denen er sechs Tore vorbereitete. Zudem kam er als Leihspieler zu sechs Einsätzen für die Toledo Walleye in der ECHL. Der britische Nationalspieler, der Geschichte schrieb als erster Spieler, der in Großbritannien mit dem Eishockey begonnen hatte und es in die AHL schaffte, wechselte zur Saison 2010/11 innerhalb der AHL zu den Chicago Wolves. In seinem ersten Jahr bei den Wolves spielte er hauptsächlich für Chicagos ECHL-Farmteam Toledo Walleye, sowie für deren ECHL-Ligarivalen Gwinnett Gladiators. Wiederholt spielte er zudem auf Leihbasis für das AHL-Team der Lake Erie Monsters. 
Für die Saison 2011 der Australian Ice Hockey League, die in der Sommerpause des nordamerikanischen Eishockeys ausgetragen wird, unterschrieben die Phillips-Zwillinge einen Vertrag bei den Adelaide Adrenaline. Für die Mannschaft erzielte Dave Phillips in sechs Spielen vier Tore und gab zudem eine Vorlage. Zur Saison 2011/12 kehrte er in seine britische Heimat zurück und unterschrieb zunächst einen Vertrag bei den Coventry Blaze aus der Elite Ice Hockey League, bevor er eine Saison später zu seinem früheren Verein und Ligakonkurrenten Belfast Giants zurückkehrte. 2014 konnte er mit den Nordiren die EIHL-Hauptrunde gewinnen und damit britischer Meister werden. Nach einem Jahr beim Manchester Storm spielte er von 2016 bis 2023 (unterbrochen von einigen Monaten in Ungarn) für die Sheffield Steelers, mit denen er 2017 die EIHL-Playoffs und ebenfalls die Meisterschaft sowie 2020 den EIHL-Cup gewann. 2021, als der Spielbetrieb der EIHL wegen der COVID-19-Pandemie nur eingeschränkt stattfand, gewann er mit den Sheffield Steeldogs den Pokalwettbewerb der National Ice Hockey League. Seit 2023 steht er wieder bei den Belfast Giants unter Vertrag.

### International
Für Großbritannien nahm Phillips im Juniorenbereich an den U18-Weltmeisterschaften 2004 in der Division II und der 2005 in der Division I sowie den U20-Weltmeisterschaften 2006 in der Division II und 2005 und 2007 in der Division I teil. 
Im Seniorenbereich stand er im Aufgebot seines Landes bei den Weltmeisterschaften der Division I 2006, 2007, 2008, 2009 2011, 2012, 2013, 2014, 2015, 2016, 2017 und 2018, als ihm mit den Briten erstmals nach dem Abstieg 1994 der Aufstieg in die höchste Leistungsstufe der Weltmeisterschaften gelang. Bei den Weltmeisterschaften der Top-Division 2019, 2021 und 2022 gehörte er ebenso zum britischen Team. Nach dem Abstieg 2022 spielte er bei der Weltmeisterschaft 2023 wieder in der Division I und erreichte mit den Briten den sofortigen Wiederaufstieg. Zudem vertrat er seine Farben bei den Qualifikationsturnieren für die Olympischen Winterspiele in Vancouver 2010, in Sotschi 2014, in Pyeongchang 2018 und in Peking 2022.

## Erfolge und Auszeichnungen
- 2009 Gewinn des Pokals und des KO-Pokals der Elite Ice Hockey League mit den Belfast Giants
- 2014 Gewinn der Elite Ice Hockey League und britischer Meister mit den Belfast Giants
- 2017 Gewinn der EIHL-Playoffs und britischer Meister mit den Sheffield Steelers
- 2020 Gewinn des EIHL-Cups mit den Sheffield Steelers
- 2021 Gewinn des NIHL-Cups mit den Sheffield Steeldogs

### International
- 2004 Aufstieg in die Division I bei der U18-Weltmeisterschaft der Division II, Gruppe B
- 2006 Aufstieg in die Division I bei der U20-Weltmeisterschaft der Division II, Gruppe A
- 2017 Aufstieg in die Division I, Gruppe A, bei der Weltmeisterschaft der Division I, Gruppe B
- 2018 Aufstieg in die Top-Division bei der Weltmeisterschaft der Division I, Gruppe A
- 2023 Aufstieg in die Top-Division bei der Weltmeisterschaft der Division I, Gruppe A

## Statistik
(Stand: Ende der Saison 2022/23)